# أوغنيين كورومان
أوغنيين كورومان (مواليد 19 سبتمبر 1978) هو لاعب كرة قدم. يلعب مع منتخب صربيا والجبل الأسود لكرة القدم. سبق له أن لعب في كأس العالم لكرة القدم مع منتخب بلاده.

## مسيرته الكروية
لعب أوغنيين كورومان خلال مسيرته الاحترافية مع 9 أندية في واحد وعشرون موسمًا وسجل خلالها 46 هدفًا ضمن 339 مباراة. حيث فاز في موسم واحد بالكأس وفي موسم واحد بالدوري.
خاض أوغنيين كورومان مسيرته مع رادنيتشكي 1923 ‏ في موسم 1997–98 ولمدة موسمين، مشاركًا في 41 مباراة سجل خلالها هدفًا واحدًا. ثم انتقل إلى نادي سبارتاك سوبتيتسا في موسم 1998–99 ولمدة موسمين، حيث شارك في 39 مباراة سجل خلالها 4 أهداف. لينتقل بعدها إلى نادي أو إف كيه بيوغراد في موسم 2000–01 ولمدة موسمين، مشاركًا في 46 مباراة سجل خلالها 4 أهداف أيضًا. ثم انتقل إلى نادي دينامو موسكو في عامي 2002-2004 ولمدة موسمين، مشاركًا في 38 مباراة سجل خلالها 12 هدفًا. هذا وانتقل لاحقًا إلى نادي كريليا سوفيتوف سامارا في موسم 2003 في المرة الأولى واستمر معه طيلة ثلاثة مواسم ثم في موسم 2011–12 لمدة موسم واحد، مشاركًا طوالها في 59 مباراة سجل خلالها 4 أهداف. ثم انتقل بعدها إلى نادي أحمد غروزني ما بين عامي 2005 و2006 لمدة موسم واحد، مشاركًا في 6 مباريات سجل خلالها هدفًا واحدًا. ليعود وينتقل من جديد، لكن هذه المرة إلى نادي بورتسموث في موسم 2005–06 ولمدة موسمين، مشاركًا في 4 مباريات سجل خلالها هدفًا واحدًا أيضًا. لينتقل بعدها إلى نادي النجم الأحمر بلغراد في موسم 2006–07 في المرة الأولى واستمر معه طيلة ثلاثة مواسم ثم في موسم 2010–11 لمدة موسم واحد، مشاركًا طوالها في 84 مباراة سجل خلالها 15 هدفًا. ثم لعب في نادي إنتشون يونايتد في عامي 2009-2011 ولمدة موسمين، مشاركًا في 22 مباراة سجل خلالها 4 أهداف.

## روابط خارجية
- أوغنيين كورومان على موقع الاتحاد الدولي (مؤرشف)  (الإنجليزية)
- أوغنيين كورومان على موقع الاتحاد الأوربي (الإنجليزية)
- أوغنيين كورومان على موقع دوري كوريا الجنوبية (الإنجليزية)
- أوغنيين كورومان على موقع قاعدة بيانات كرة القدم.إي يو (الإنجليزية)
- أوغنيين كورومان على موقع ناشيونال فوتبول تيمز (الإنجليزية)
- أوغنيين كورومان على موقع Soccerbase.com (لاعب) (الإنجليزية)
- أوغنيين كورومان على موقع Soccerway.com (الإنجليزية)
- أوغنيين كورومان على موقع عالم كرة القدم.نت (الإنجليزية)
- أوغنيين كورومان على موقع كووورة